# Beitrage zur Systematischen Pflanzenkunde
Beitrage zur Systematischen Pflanzenkunde (abreviado Beitr. Syst. Pflanzenk.) es un libro con ilustraciones y descripciones botánicas que fue escrito por el ornitólogo, botánico, pteridólogo y conocido orquideólogo alemán Heinrich Gustav Reichenbach y publicado en Hamburgo en el año 1871.